# Mühlehorn
Mühlehorn est une localité et une ancienne commune suisse du canton de Glaris, située dans la commune de Glaris Nord.

## Géographie

Photo aérienne prise à 300 m par Walter Mittelholzer (1919)

Selon l'Office fédéral de la statistique, l'ancienne commune de Mühlehorn avait une superficie de 7,69 km2 ; elle comprenait la localité de Tiefenwinkel et était limitrophe d'Obstalden, Amden et Quarten.

## Démographie
Selon l'Office fédéral de la statistique, Mühlehorn compte 416 habitants fin 2022. Sa densité de population atteint 54 hab./km2.
Le graphique suivant résume l'évolution de la population de Mühlehorn entre 1850 et 2008 :